# HTC Corporation

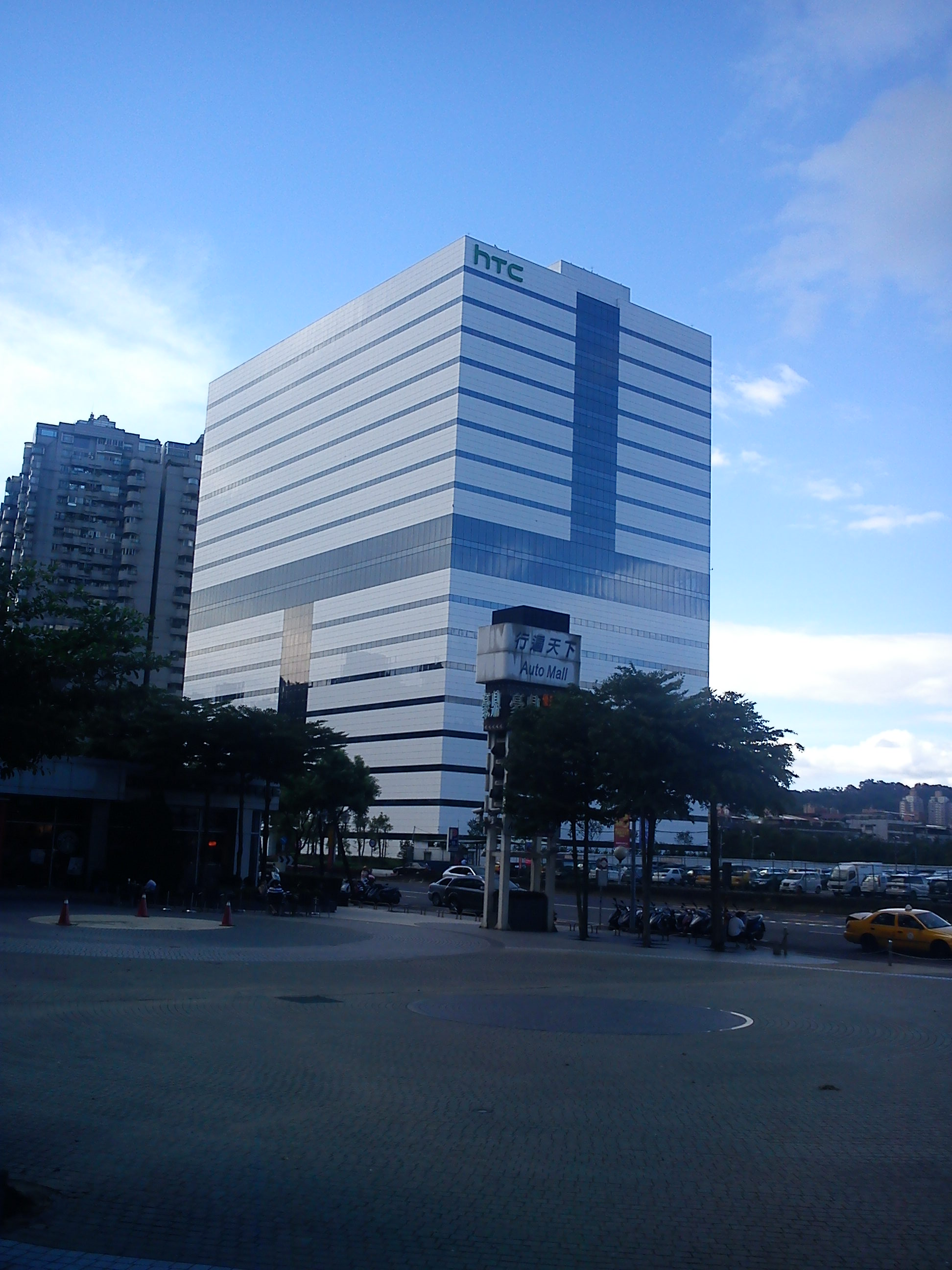
HTC:s huvudkontor i Xindian i Taiwan.

HTC Corporation, tidigare känt som High Tech Computer Corporation, är ett taiwanesiskt företag som specialiserar sig inom Android- och Windows Phoneenheter, främst mobiltelefoner. Företaget grundades 15 maj 1997 som ett OEM-företag, det vill säga ett företag som utvecklar produkter åt andra företag. HTC är idag självständigt och levererar produkter under det egna varumärket. HTC fortsätter dock även leverera till företag som i sin tur använder sig av produkterna HTC utvecklat, s.k. private branding. HTC har även ett dotterföretag kallat Dopod. HTC är medlem av Open Handset Alliance som är en förening för utveckling av öppen källkodslösningar till mobila enheter med mål att låta det mobila operativsystemet Android fungera på sin hårdvara. Sedan 2009 använder sig HTC i allt större utsträckning av Android-plattformen istället för Windows Mobile i sina mobiltelefoner. Företagets första internationella framgångar kom med Compaqs, sedermera HP:s, Pocket PC Ipaq som då var världsledande bland handdatorer.
Fram till 2006 såldes HTC:s produkter under varumärket Qtek.

## Historia
HTC grundades 1997 av Cher Wang och Peter Chou. Som inledningsvis tillverkade bolaget bärbara datorer, men HTC beslutade istället vända sig åt mobiltelefoner. Under 1998 började de designa några av världens första touch och trådlösa handdatorer. Företaget har ett rikt arv av många "firsts", bland annat att skapa den första Microsoft-drivna smartphonen (2002) och den första Microsoft 3G-telefonen (2005). Deras första stora produkt gjordes 2000 och var en av världens första smarttelefoner (pekskärmen). Palm Treo 650 och Ipaq skapades av HTC. De började producera 3G-telefoner i början av 2005 och gjorde världens första Android-telefon 2008, HTC Dream (marknadsfördes även som T-Mobile G1). Den släpptes först i USA genom T-Mobile USA den 23 september 2008 (förbeställningar), och blev tillgänglig i de amerikanska T-Mobilebutikerna den 22 oktober 2008. Under 2009 lanserade företaget HTC Sense-gränssnittet i den plattform som fanns i HTC Hero.
I mars 2010 lämnade Apple Inc. in ett klagomål till US International Trade Commission rörande 20 av sina patent som täcker delar av Iphone-användargränssnitt och hårdvara. HTC mötte inte Apples klagomål och upprepade sitt åtagande att skapa innovativa smarttelefoner. HTC lämnade också in ett klagomål mot Apple för intrång på fem av sina patent och försökte förbjuda Apple-produkter som importeras till USA från tillverkning i Asien. Apple har utökat sitt ursprungliga klagomål genom att lägga till ytterligare två patent.
I juni 2010 lanserade företaget HTC Evo 4G, den första 4G-telefon i USA. I juli 2010 tillkännagav HTC att de skulle börja sälja smartphones i Kina under eget varumärke i ett samarbete med China Mobile.
HTC inledde arbetet under 2010 med Google och N-trig för att skapa en gPad en anordning konstruerad i konkurrens med Apple Inc.s Ipad.

## HTC:s produkter

### Pocket-PC och Smartphones
| Svenskt namn      | P-namn | Lanserad       | Även känd som |
| ----------------- | ------ | -------------- | --- |
| HTC One A9s       | –      | Oktober 2016   | |
| HTC 10            | –      | April 2016     | |
| HTC Desire 530    | –      | Mars 2016      | |
| HTC One A9        | –      | Oktober 2015   | |
| HTC One M8s       | –      | April 2015     | |
| HTC One M9        | –      | Mars 2015      | |
| HTC Desire EYE    | –      | Januari 2015   | |
| HTC Desire 620    | –      | December 2014  | |
| HTC One M8        | –      | Mars 2014      | |
| HTC One           | –      | April 2013     | HTC One M7 |
| HTC Desire C      | –      | Juli 2012      | |
| HTC Sensation     | –      | April 2011     | |
| HTC Desire Z      | –      | Oktober 2010   | HTC AC |
| HTC Desire HD     | –      | Oktober 2010   | HTC AC |
| HTC Desire        | –      | 2010           | |
| HTC Legend        | –      | Mars 2010      | |
| HTC Hero          | –      | Juli 2009      | |
| HTC Magic         | –      | Februari 2009  | HTC Sapphire, T-Mobile myTouch 3G, NTT DoCoMo HT-03A |
| HTC Dream         | –      | Oktober 2008   | HTC G1, T-Mobile G1, Era G1 |
| HTC Touch Pro     | P4600  | Juni 2008      | HTC Raphael, T-Mobile MDA Vario IV, O2 Xda Diamond Pro |
| HTC Touch Diamond | P3700  | Maj 2008       | HTC P3701, HTC P3702, HTC Touch Diamond (White Gold Edition), Orange & HTC Touch Diamond, Dopod S900, O2 Xda Diamond, T-Mobile MDA Compact IV |
| HTC Pharos        | P3470  | Februari 2008  | Dopod P660 |
| HTC Touch Cruise  | P3650  | Januari 2008   | HTC P3651, HTC Touch Cruise P3651, SFR & HTC Touch Cruise, Dopod P860, O2 Xda Orbit 2 |
| HTC Touch Dual    | P5500  | Oktober 2007   | HTC P5520, HTC Niki, Orange & HTC Touch Dual, SFR & HTC Touch Dual, Swisscom & HTC Touch Dual, Vodafone & HTC Touch Dual, Dopod S600, T-Mobile MDA Touch Plus, O2 Xda Star                                                                                             |
| HTC Sedna         | P6500  | Oktober 2007   | Orange & HTC P6500 |
| HTC TyTN II       | P4550  | September 2007 | HTC Kaisier, Orange & HTC TyTN II, Vodafone VPA Compact V, Vodafone v1615, SFR v1615, Swisscom XPA v1615, T-Mobile MDA Vario III, AT&T Tilt, O2 Xda Stellar, EMobile Emonster S11HT                                                                                    |
| HTC Vogue         | P3050  | Juli 2007      | HTC Touch CDMA, Alltel & HTC Touch, Bell & HTC Touch, Sprint & HTC Touch, Telus & HTC Touch, Dopod S500, UTStarcom MP6900, Verizon Touch XV6900, Okta Touch |
| HTC Touch         | P3450  | Juni 2007      | HTC Ted Baker Needle, Orange & HTC Touch P3450, Dopod S1, T-Mobile MDA Touch, O2 Xda Nova, Vodafone VPA Touch, HTC Elf |
| HTC Panda         | P6300  | Maj 2007       | Dopod E616, O2 Xda Argon |
| HTC Gene          | P3400  | Mars 2007      | HTC P3400i, HTC P3401, Dopod D600, Dopod D600 (Action Version) |
| HTC Love          | P3350  | Mars 2007      | HTC P3340, Dopod M700, Dopod D802, Dopod D805 |
| HTC Titan         | P4000  | Juni 2007      | Telus & HTC P4000, Sprint & HTC Mogul, Qwest & HTC Mogul, Alltel & HTC PPC6800, Bell & HTC PPC6800, UTStarcom PPC6800, UTStarcom & Verizon XV6800, Telecom New Zealand & HTC Titan                                                                                     |
| HTC Atlas         | P4350  | December 2006  | HTC P4351, Dopod C800, Dopod C858, O2 Xda Terra, Vodafone VPA Compact IV, T-Mobile Wing, HTC Herald |
| HTC Cruiser       | P3300  | Oktober 2006   | HTC Artemis, Dopod P800, Dopod P800W, Orange SPV M650, T-Mobile MDA Compact III, O2 Xda Orbit |
| HTC Trinity       | P3600  | September 2006 | HTC P3600i, Dopod D810, Dopod CHT9100, Dopod CHT9110, Orange SPV M700, Vodafone VPA Compact GPS, SFR S300+, Swisscom XPA v1510 |
| HTC TyTN          | P4500  | Juni 2006      | HTC Z, HTC Hermes, Rogers & HTC TyTN, Qtek 9600, Dopod 838 Pro, Dopod CHT9000, i-mate JASJAM, O2 Xda Trion, T-Mobile MDA Vario II, Vodafone VPA Compact III, Vodafone v1605, SFR v1605, Orange SPV M3100, AT&T 8525, Cingular 8525, Swisscom XPA v1605, SoftBank X01HT |
| HTC Charmer       | PM200  | Mars 2006      | T-Mobile MDA Compact II |
| HTC Prophet       | PM300  | Februari 2006  | Qtek S200, Dopod 818 Pro, Dopod 830, Swisscom XPA S200, O2 Xda Neo, i-mate JAMin, Orange SPV M600, Vodafone VPA Compact S, T-Com T-One TC 500 |
| HTC Wizard        | P4300  | Januari 2006   | Qtek 9100, Qtek A9100, Dopod 838, i-mate K-JAM, T-Mobile MDA Vario, O2 Xda Mini Pro, O2 Xda Mini S, Orange SPV M600, Orange SPV M3000, Cingular 8125, Vodafone VPA Compact II, E-Plus Pocket PDA                                                                       |
| HTC Apache        | -      | Oktober 2005   | Audiovox PPC-6700, UTStarcom PPC6700, UTStarcom & Verizon XV6700, Telecom New Zealand & HTC Apache |
| HTC Alpine        | -      | Maj 2005       | Qtek 2020i, Dopod 699, O2 Xda IIi, i-mate PDA2, Orange SPV M2500 |
| HTC Harrier       | -      | November 2004  | i-mate PDA2k EVDO, Audiovox PPC-6600, Audiovox PPC-6601KIT, UTStarcom PPC6600, UTStarcom & Verizon VX6600, UTStarcom & Verizon XV6600WOC, UTStarcom & Sprint PPC6601KIT, Tata Indicom Konquer, Daxian CU928, Telecom New Zealand & HTC Harrier                         |
| HTC Magician      | -      | December 2004  | Qtek S100, Qtek S110, Dopod 818, Dopod 828, Dopod 828+, O2 Xda II Mini, Orange SPV M500, T-Mobile MDA Compact, i-mate JAM, i-mate JAM (Limited Charcoal Edition), Vodafone VPA Compact, Krome Spy                                                                      |
| HTC Blueangel     | -      | Oktober 2004   | Qtek 9090, Dopod 700, O2 Xda III, O2 Xda II:s, T-Mobile MDA III, i-mate PDA2k, Orange SPV M2000, E-Plus PDA III, Siemens SX66, SFR v1620, Vodafone v1620, Vodafone VPA III, Vodafone VPx                                                                               |
| HTC Himalaya      | -      | Januari 2004   | Qtek 2020, Qtek 2060, Dopod 696, Dopod 696i, O2 Xda II, T-Mobile MDA II, i-mate Pocket PC Phone Edition, Orange SPV M1000, Vodafone VPA, Telefonica TSM500, Krome Navigator F1                                                                                         |
| HTC Falcon        | -      | November 2003  | Audiovox PPC-5050, UTStarcom PPC5050, Telecom New Zealand & HTC Falcon |
| HTC Wallaby       | -      | April 2002     | Qtek 1010, Qtek 1020, Dopod 686, O2 Xda, Siemens SX56, T-Mobile MDA, Telefonica TSM400 |

### PocketPC-handdatorer
- HTC Galaxy, även Qtek G100

### UMPC
- HTC Universal, även känd som Qtek 9000
- HTC Athena, även känd som HTC Advantage X7500

### För andra företag
- HTC Beetles, tillverkad för HP
- Xperia X1, tillverkad för Sony Ericsson[4]
- Google Nexus One[5]
- Palm Treo 650[6]
- HP iPAQ HW6500[7]
- Google Pixel[8]

## Qtek
Under namnet Qtek har följande modeller tillverkats:
- Qtek 1010
- Qtek 2020
- Qtek 7070
- Qtek 8010
- Qtek 8020
- Qtek 8100
- Qtek 8300
- Qtek 8310
- Qtek 9000
- Qtek 9100
- Qtek S100
- Qtek S110
- Qtek S200

En mängd andra komponenter produceras och säljs av konsortiet såsom: nätdelar, modem, USB-expansionskort.